# Bibliothèque Georges-Pompidou
 (juillet 2020).
Si vous disposez d'ouvrages ou d'articles de référence ou si vous connaissez des sites web de qualité traitant du thème abordé ici, merci de compléter l'article en donnant les références utiles à sa vérifiabilité et en les liant à la section « Notes et références ».
Pour la bibliothèque du Centre national d'art et de culture Georges-Pompidou, voir Bibliothèque publique d'information.
La médiathèque Georges-Pompidou est la principale bibliothèque de réseau des médiathèques municipales de Châlons-en-Champagne.

## Histoire
À l'image de nombreuses bibliothèques municipales anciennes, la médiathèque Georges-Pompidou a connu de nombreuses évolutions.

### Historique de la médiathèque
La bibliothèque municipale prend forme à la suite des confiscations révolutionnaires opérées dans les nombreux couvents et maisons religieuses de la ville. 40 000 livres sont ainsi rassemblés dans les locaux de l’abbaye de Saint-Pierre-aux-Monts puis à l’École centrale de Châlons.
En 1820, la bibliothèque est transférée à l'Hôtel Dubois de Crancé, acheté par la municipalité afin de permettre la consultation des ouvrages par la population. Elle y restera jusqu'en 1999.

Le 5 juillet 1897, à la suite du legs de l'érudit local Jules Garinet en 1882, la bibliothèque municipale est classée par l’État grâce à la richesse de ses collections. Elle compte alors 120 000 documents. Les collections de la bibliothèque s’accroissent ensuite au fil des ans grâce au Dépôt légal imprimeur. La bibliothèque privée de Léon Bourgeois est partagée par ses héritiers entre la bibliothèque et les archives départementales dans le courant du XXe siècle. 

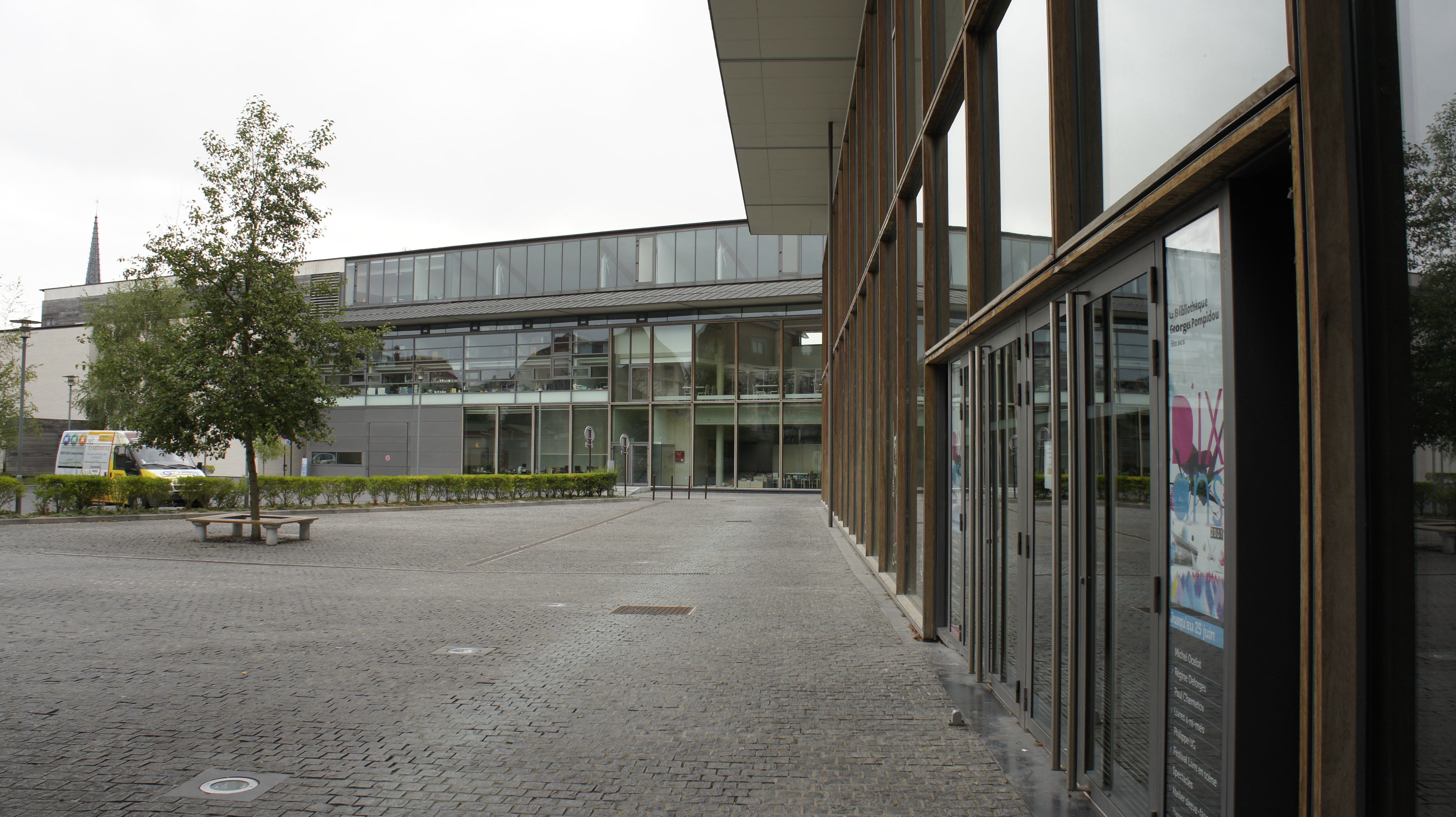
square parking, aile du bâtiment avec l'église st-Loup en arrière-plan.

La bibliothèque actuelle inaugurée en mars 2001 est hébergée dans un bâtiment moderne conçu par Paul Chemetov. Elle doit son nom au président de la République Georges Pompidou. Elle utilise l'ancien Hôtel de l'écu de France mais aussi des bâtiments nouveaux donnant sur un square et sur la rue des Martyrs de la Résistance.
Le réseau des médiathèques municipales compte également deux médiathèques de quartier. La médiathèque Diderot est située au sud-est de la ville au croisement des quartiers Verbeau, Croix-Dampierre, Croix-Jean-Robert et les Grévières. La médiathèque Gulliver installée quartier Rive-Gauche a été inaugurée le 8 et 9 juin 2013.

### Le bâtiment moderne et l'hôtel de l'écu

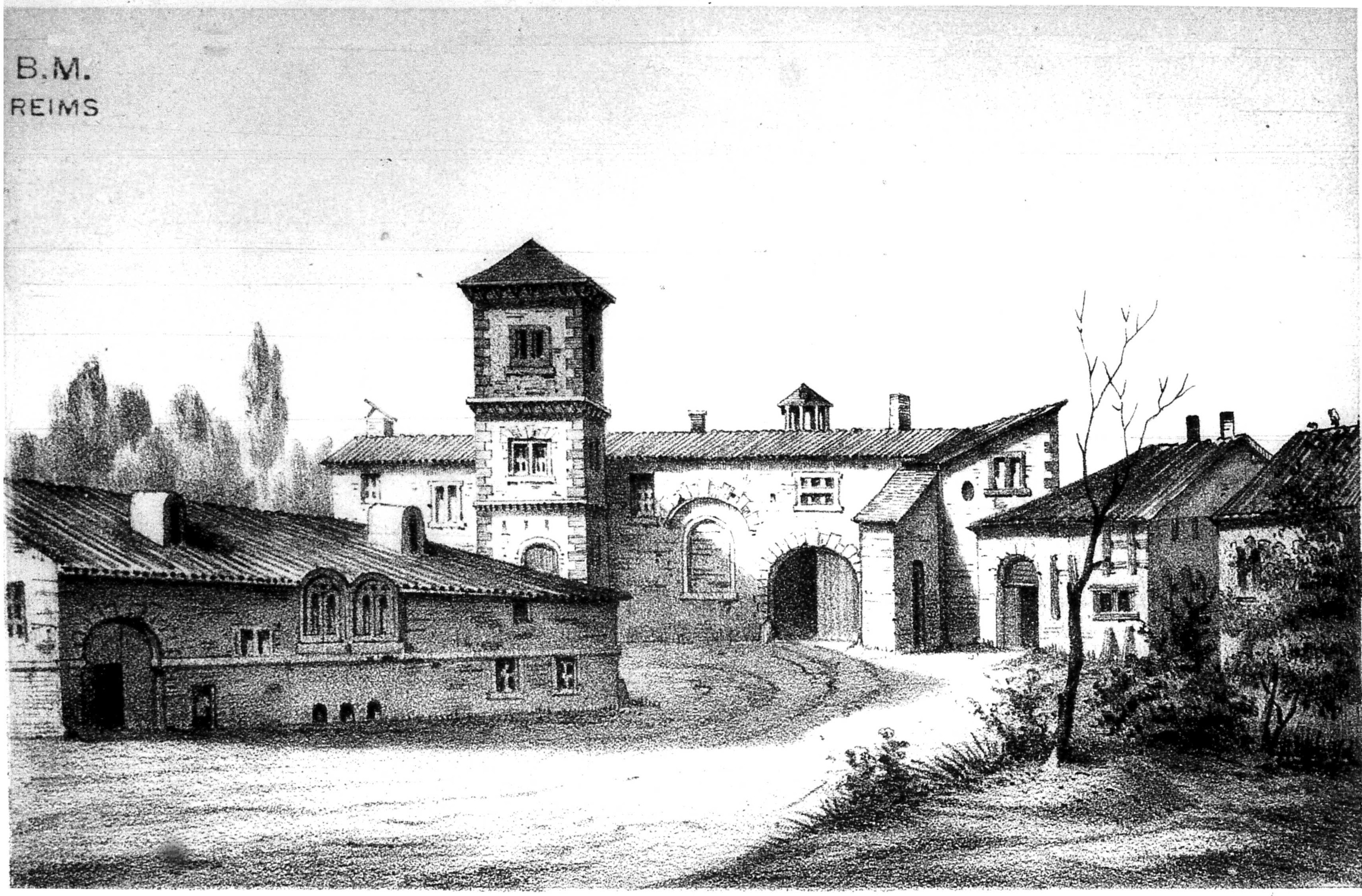
La maison de l'écu.

De la maison du XVIIIe siècle ne subsisterait que la console sculptée d'une tête humaine, fort endommagée, qui se trouve actuellement sous le porche. Le bâtiment s'appelle, en 1470, hôtel de l'écu de Franc. Cette hostellerie fut l'une des plus importantes de la ville ; elle accueillit des hôtes de marque comme le roi Henri IV.

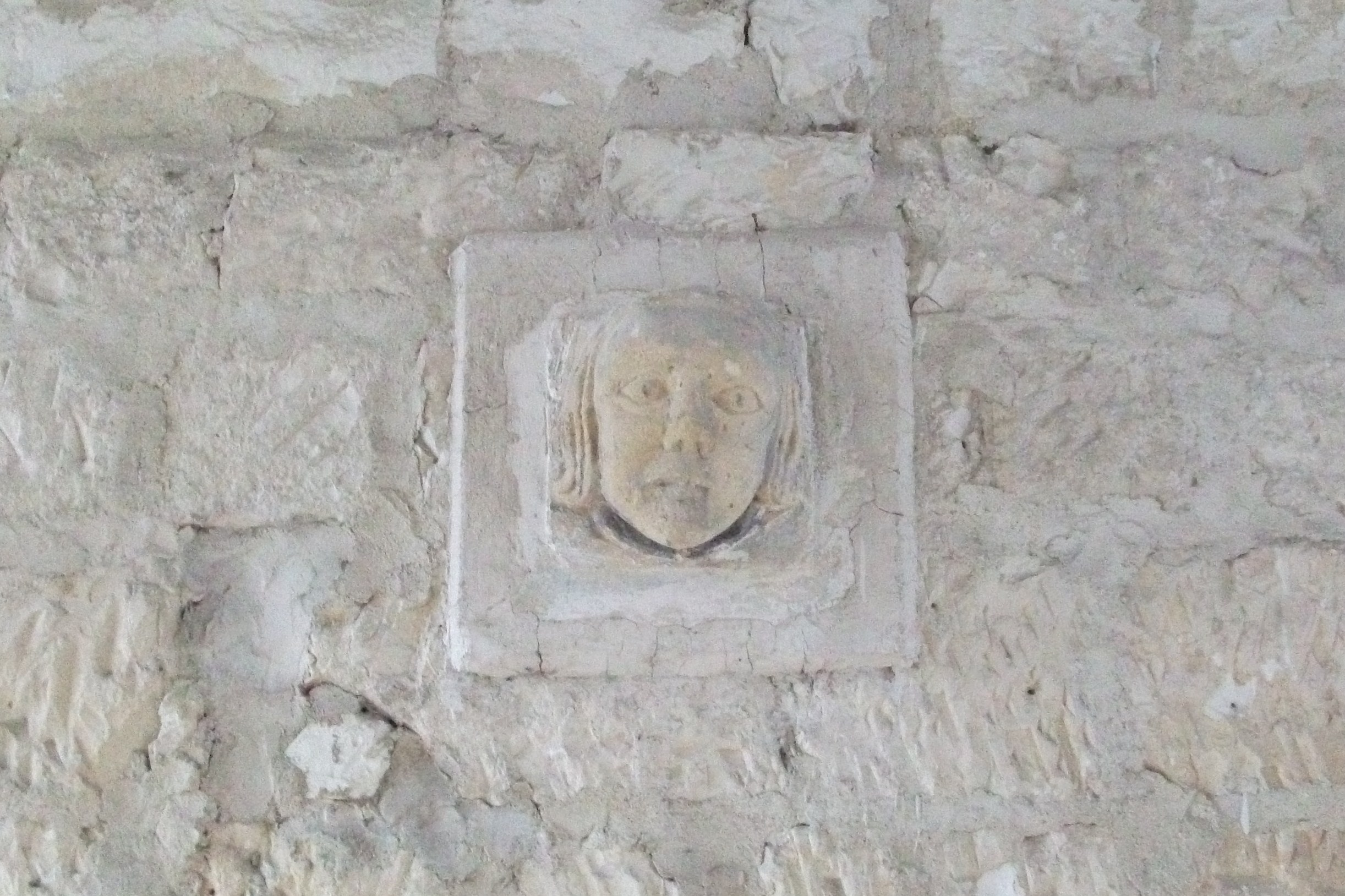
Immeuble classé sur l'ancien Hôtel de l'écu de France, seule trace subsistante de cet hôtel.

La fonction d'hôtellerie cessa après 1748. De 1758 à 1776, elle fut occupée par le bureau des carrosses, puis servit de relais de poste lors de la fuite de Louis XVI. Pendant un temps, elle servit de casernement à deux brigades des gardes du corps. La maison fut vendue en 1795 à Anne Catherine Legentil, veuve Lamairesse. La maison étant en mauvais état, elle obtint la permission de la reconstruire en 1797. Cette reconstruction ne commença qu'en 1801 et fut achevée en 1807.

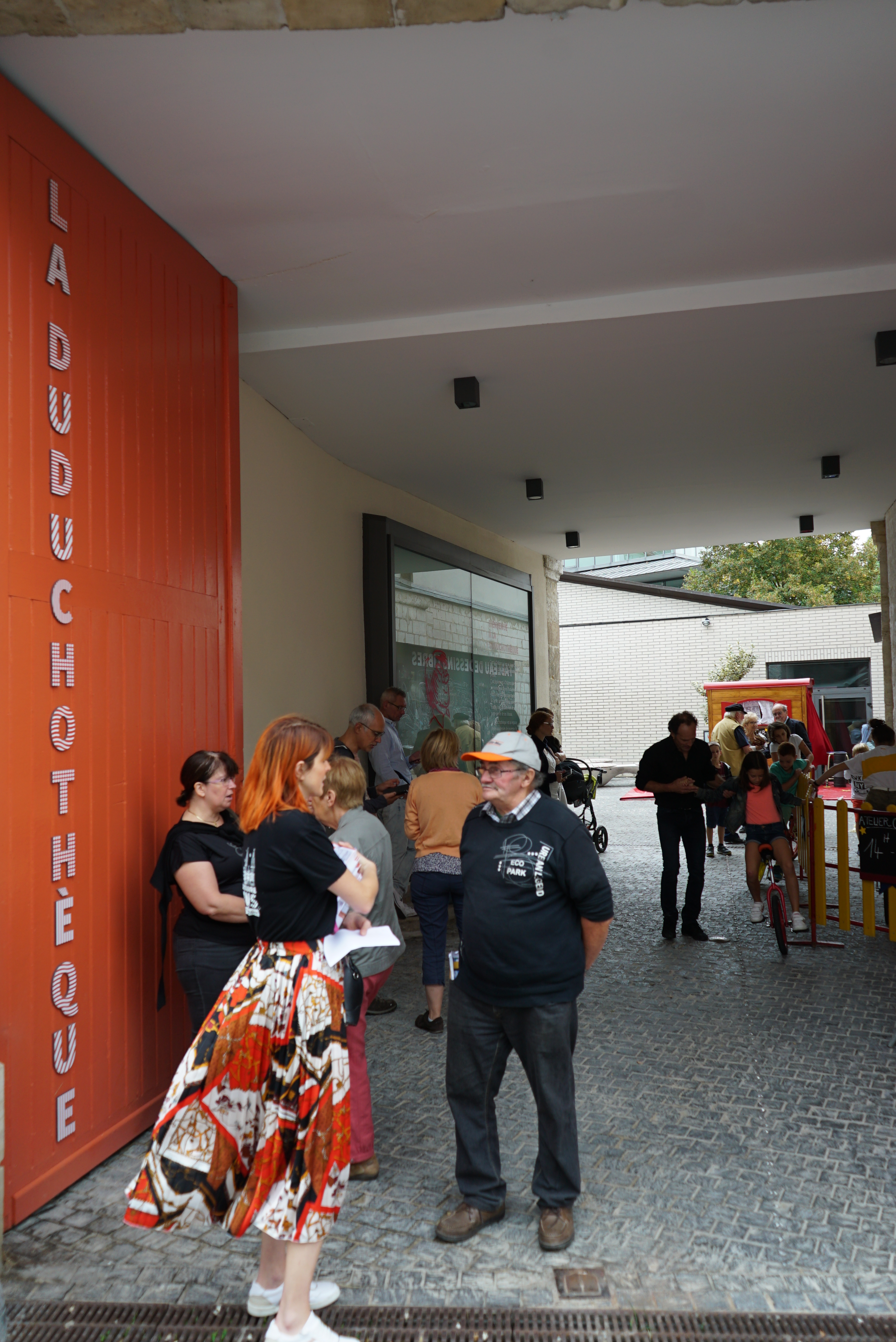
Entrée de la Duduchothèque.

En 1898, la maison fut acquise par la société anonyme des établissements Baptiste Mielle et Cie, qui y établit son siège social. Il s'agissait d'une société d'épicerie à succursales multiples, connue sous le nom Les Ecos. En 1978, la propriété fut vendue à la ville de Châlons. En 1992, le musée Schiller-Goethe y fut installé à la suite d'une donation à la ville, de souvenirs ayant appartenu à Schiller. Le bâtiment est attribué à l'architecte Nicolas Durand, sa façade est inscrite au titre des monuments historiques en 1970.

## Activités de la médiathèque

### Animations

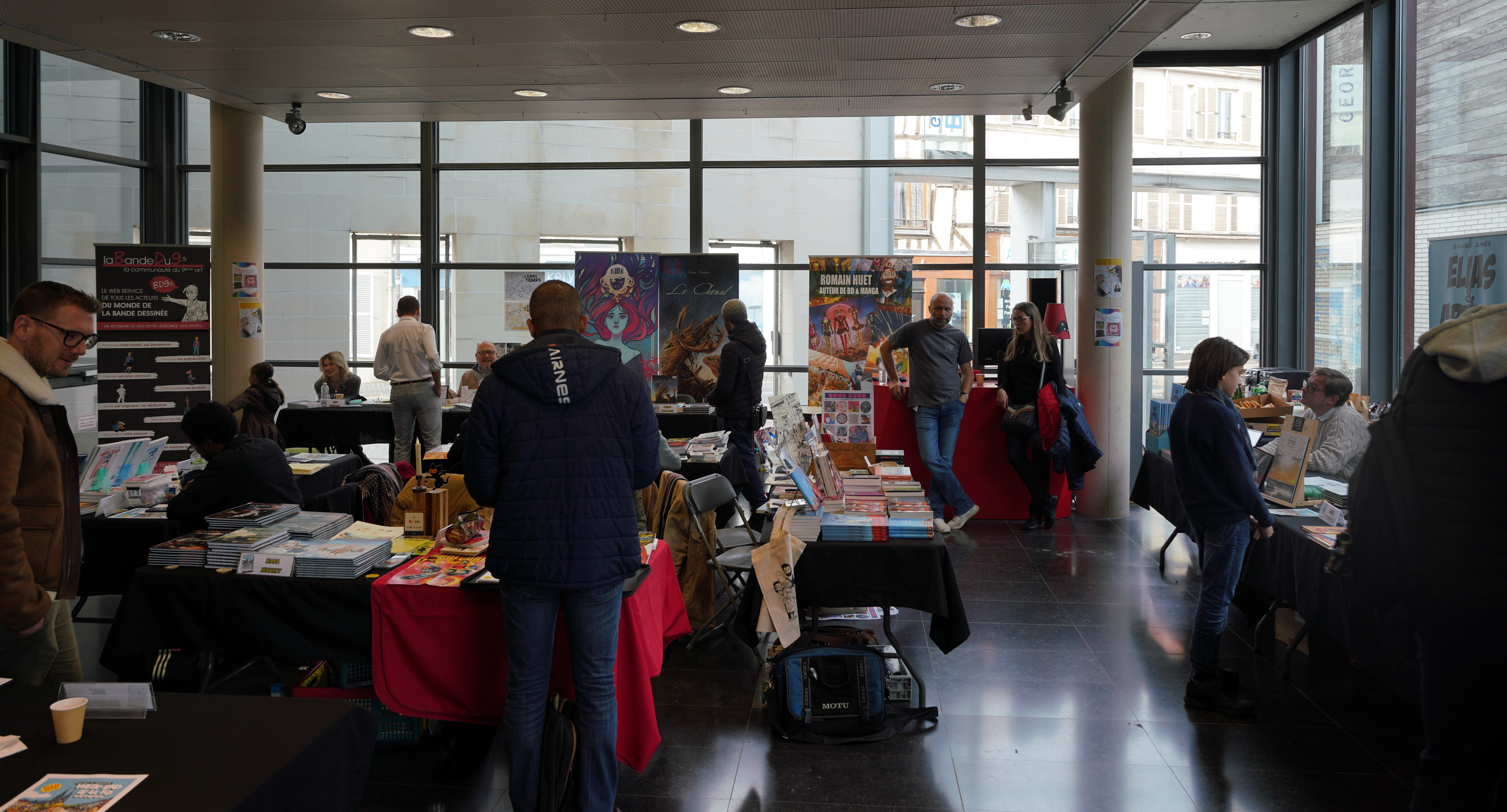
Comme les Rencontre de la BD indépendante de Châlons dans le hall des expositions temporaires.

En parallèle aux prêts de documents, la médiathèque organise des animations à destination des adultes et des enfants. Ces activités sont proposés selon des thématiques ou expositions trimestrielles.

### Fonds patrimoniaux
La bibliothèque municipale abrite d'importants fonds patrimoniaux. De par son importance régionale, elle a obtenu dès son ouverture le label de Bibliothèque municipale à vocation régionale (BMVR). La bibliothèque conserve ainsi environ 30 000 disques vinyles. Ce fonds a été constitué grâce aux dons des bibliothèques municipales de Troyes, Sedan et Charleville-Mézières et par la bibliothèque départementale de prêt de la Marne ainsi que par des dons de particuliers.
Par son label, la bibliothèque est également dépositaire du Dépôt légal imprimeur en lien avec la Bibliothèque nationale de France.
La bibliothèque a enfin mis en place deux plans de conservations partagés. Elle conserve ainsi depuis 1987 les exemplaires de L'Union (journal français). Depuis 2007, elle collecte les livres sur la musique et les livres animés pour enfants.

### Expositions
La bibliothèque municipale organise régulièrement des expositions. Elle a ainsi exposé 60 ans de dessins de Cabu du 25 novembre 2006 du 24 février 2007. Du 15 septembre au 26 novembre 2016, l'exposition "Petites histoires de la Grande Guerre" rassemble des planches de bandes-dessinées autour de la Première Guerre mondiale réalisée par vingt dessinateurs. L'exposition est conçue et réalisée par le scénariste Kris (scénariste).

### Services numériques
Outre son catalogue mutualisé accessible depuis son site internet, la bibliothèque propose un accès en ligne à ses fonds patrimoniaux numérisés. Elle offre ainsi un accès à des manuscrits médiévaux et régionaux, des documents iconographiques et à la collection complète du Journal de la Marne publié entre 1815 et 1949. Plus de 7 000 documents sont actuellement référencés. Une partie des fonds patrimoniaux de la bibliothèque est également accessible sur Gallica.
Depuis 2020, des jeux vidéo sont proposés sur place, avec aujourd'hui 4 consoles sur écran, et 2 consoles en mode "portable".
Entre 2013 et 2023, le réseau des médiathèques propose à ses abonnés un accès à sa bibliothèque numérique intitulée l'Extrapole. Depuis 2023, la bibliothèque numérique proposée est Limédia Mosaïque.
En juin 2022, le réseau des médiathèques ouvre son fablab : l'OctoLab.

### articles connexes
- Liste des monuments historiques de Châlons-en-Champagne